# Gle Pokacang
Gle Pokacang är en kulle i Indonesien.   Den ligger i provinsen Aceh, i den västra delen av landet, 1 800 km nordväst om huvudstaden Jakarta. Toppen på Gle Pokacang är 362 meter över havet.
Terrängen runt Gle Pokacang är varierad. Havet är nära Gle Pokacang åt sydväst. Runt Gle Pokacang är det ganska glesbefolkat, med 30 invånare per kvadratkilometer. I omgivningarna runt Gle Pokacang växer i huvudsak städsegrön lövskog.